# Мечеть Мухтарова (Владикавказ)
Мечеть Мухтарова (або просто Владикавказька мечеть; ос. Мухтаровы мæзджыт) — сунітська мечеть у Владикавказі, на лівому березі річки Терек, один із символів міста. Пам'ятка архітектури федерального значення. Споруджена в 1900—1908 рр.

## Будівництво
Дозвіл на будівництво мечеті видано в 1900 році, міська управа виділила для цього будівництва ділянку землі на лівому березі Терека. Газета «Приазовський край» повідомляла, що будівництво мечеті обійшлося в 80 тис. рублів, з них понад 50 тис. вніс азербайджанський мільйонер-нафтопромисловець, видний на Кавказі меценат Муртуз Мухтаров. Проєкт був замовлений його улюбленому архітектору Й.К. Плошко. Відкриття мечеті відбулося 14 жовтня 1908 року.

## Перші імами
Першим муллою мечеті був ханафіт Садик Радімкулов, з казанських татар. У грудні 1908 року на посаді мулли Владикавказької сунітської мечеті був затверджений шафіт Юсуф Муркіленський, що викликало невдоволення татарської громади.

## Мечеть у роки СРСР

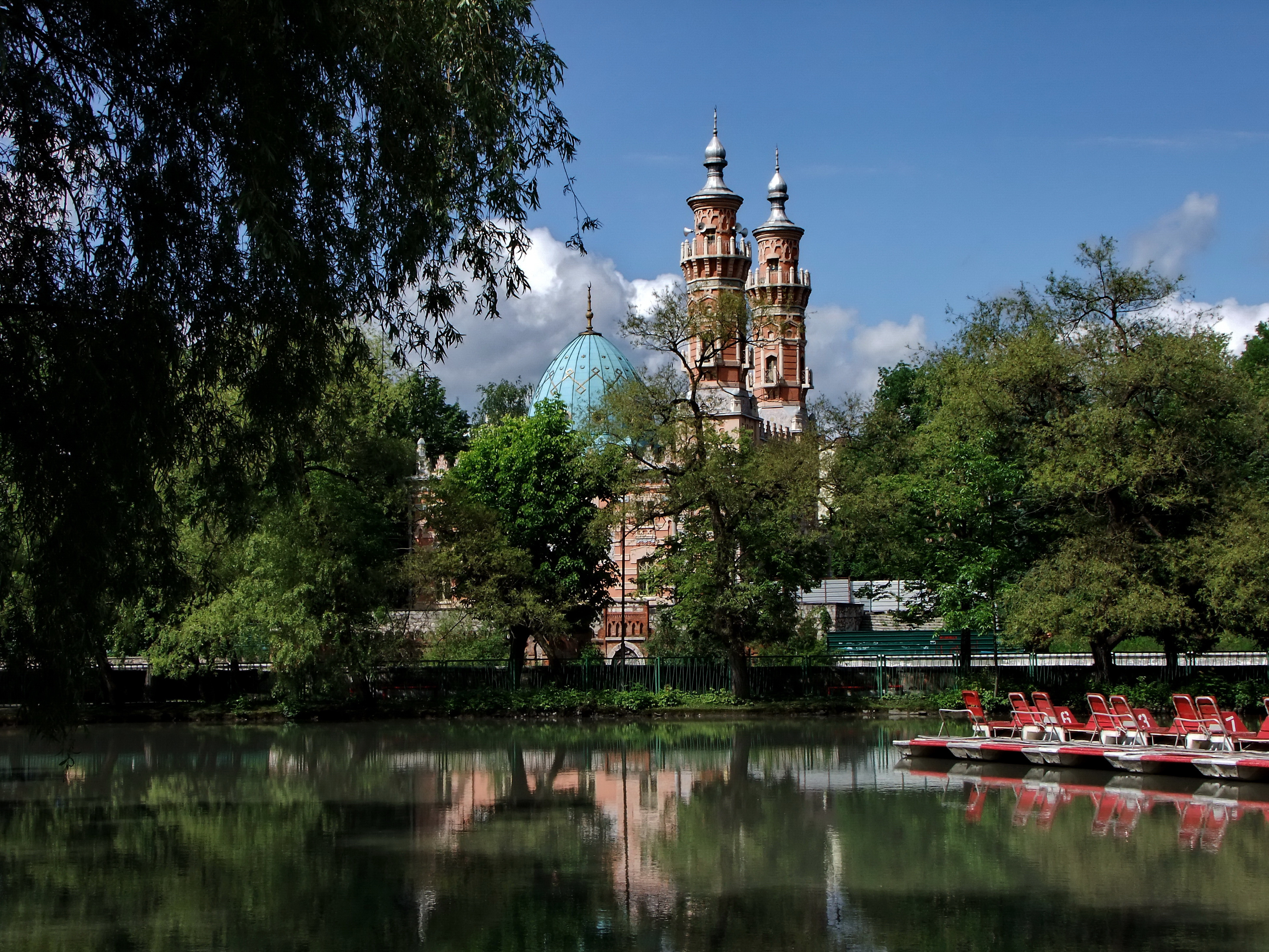
Вид на мечеть з парку на березі Терека

У 1934 році міська рада ухвалила рішення знищити сунітську мечеть. Командир 25-ї татарської роти 84-го кавалерійського полку Я.І. Беткенев віддав наказ своїм підлеглим зі зброєю в руках стати на охорону мечеті. Постановою Ради Міністрів РРФСР від 30.08.1960 № 1327 (дод. 1) будівля мечеті взята під державну охорону. У мечеті розташовувалася філія Музею краєзнавства.

## Мечеть у сучасній Росії
У 1996 році мечеть була передана Духовному управлінню мусульман Північної Осетії. В січні 1996 року біля стіни мечеті здетонував вибуховий пристрій. Капітальні стіни і башта опинилися в глибоких тріщинах, в стіні утворилася велика пробоїна (1,5 м на 2 м.).
Неоднозначну реакцію городян викликало будівництво 12-поверхового будинку за Сунітської мечеттю, в результаті якого знищено впізнаваний вигляд мечеті на тлі панорами Головного Кавказького хребта.